# Saint-Georges-de-Montclard
Saint-Georges-de-Montclard är en kommun i departementet Dordogne i regionen Nouvelle-Aquitaine i sydvästra Frankrike. Kommunen ligger i kantonen Villamblard som tillhör arrondissementet Bergerac. År 2022 hade Saint-Georges-de-Montclard 279 invånare.

## Befolkningsutveckling
Antalet invånare i kommunen Saint-Georges-de-Montclard
Referens:INSEE